# HMS Epervier (1802)
Pour les autres navires du même nom, voir HMS Epervier.
L'Épervier est un brick de 16 canons lancé en 1802 à Nantes pour la marine impériale française. Capturé en 1803 par la HMS Egyptienne, il sert ensuite dans la Royal Navy sous le nom de HMS Epervier. Présent à la bataille de San Domingo, il capture de nombreuses prises avant d'être mis à quai en 1810, puis démoli en 1811.